# Bernie Goldmann
Pour les articles homonymes, voir Goldmann.
Bernie Goldmann est un producteur de cinéma américain.

## Filmographie
- 1986 : Soul Man
- 1990 : Un ange de trop (Heart Condition)
- 1990 : Bad Influence
- 1991 : Le Piège du désir (Victim of Love) (TV)
- 1994 : Corrina, Corrina
- 2001 : Diablesse (Saving Silverman)
- 2003 : Les Looney Tunes passent à l'action (Looney Tunes: Back in Action)
- 2004 : Taking Lives : Destins violés (Taking Lives)
- 2005 : Le Territoire des morts (Land of the Dead)
- 2006 : 300
- 2007 : Meet Bill (uniquement coréalisateur)
- 2008 : L'Amour de l'or (Fool's Good)
- 2012 : Blanche Neige (Mirror Mirror)